# 歩兵第417連隊
歩兵第417連隊（ほへいだい417れんたい、歩兵第四百十七聯隊）は、大日本帝国陸軍の連隊の一つ。

## 沿革
太平洋戦争末期の1945年（昭和20年）4月1日に第一次兵備により、本土決戦に備え新設された第145師団の歩兵連隊の一つとして広島で編制された。兵力補充は広島師管区・中国軍管区の歩兵第1補充隊が担任した。5月5日に軍旗を拝受。連隊は福岡県若松地区防衛のために、歩兵第417連隊、歩兵第420連隊連隊砲1小隊、迫撃砲第27大隊2中隊、噴進砲大隊（2中隊欠）、福岡地区第6特設警備隊、福岡地区第7特設警備隊、下関重砲兵連隊の一部からなる右地区隊が編制され、隊長には青山良政連隊長が就いた。右地区隊主力は高塔山、石峰山、岩尾山、椎牟田を主陣地として、敵来襲の際には水際撃滅を企図した。脇田、蟹住などの地区は遊撃地区とし、前進陣地、偽陣地を構築した。配属海岸砲は魚見山に陣地を構築し、芦屋海岸に来襲する敵船舶の破砕を企図した。
終戦時は福岡県折尾町に位置し、9月24日に復員が完結した。

## 歴代連隊長
| 代 | 氏名     | 在任期間   | 備考     |
| -- | -------- | ---------- | -------- |
| 1  | 島内志剛 | 1945.4.2 - | 陸士28期 |
| 末 | 青山良政 | 1945.7. -  | 陸士34期 |